# Municipio de Center (condado de Sioux)
El municipio de Center (en inglés: Center Township) es un municipio ubicado en el condado de Sioux en el estado estadounidense de Iowa. En el año 2010 tenía una población de 359 habitantes y una densidad poblacional de 3,87 personas por km².

## Geografía
El municipio de Center se encuentra ubicado en las coordenadas 43°2′26″N 96°16′23″O / 43.04056, -96.27306. Según la Oficina del Censo de los Estados Unidos, el municipio tiene una superficie total de 92.87 km², de la cual 92,87 km² corresponden a tierra firme y (0 %) 0 km² es agua.

## Demografía
Según el censo de 2010, había 359 personas residiendo en el municipio de Center. La densidad de población era de 3,87 hab./km². De los 359 habitantes, el municipio de Center estaba compuesto por el 93,87 % blancos, el 0,84 % eran amerindios, el 1,11 % eran asiáticos, el 4,18 % eran de otras razas. Del total de la población el 5,57 % eran hispanos o latinos de cualquier raza.